# Гельдерн
Гельдерн (нім. Geldern) — місто в Німеччині, знаходиться в землі Північний Рейн-Вестфалія. Підпорядковується адміністративному округу Дюссельдорф. Входить до складу району Клеве.
Площа — 96,91 км2. Населення становить 33 760 ос. (станом на 31 грудня 2020).

## Географії

### Адміністративний поділ
Місто  складається з 8 районів:
- Гельдерн
- Гартефельд
- Капеллен
- Люллінген
- Понт
- Ферт
- Фернум
- Вальбек

## Історія
- Гельдернське герцогство